# タブウ (1931年の映画)
『タブウ』（原題：Tabu: A Story of the South Seas）は、1931年製作のアメリカ合衆国映画。
F・W・ムルナウ監督が『モアナ』のロバート・フラハティと共同執筆した異色のドキュメント仕立ての南国映画である。南太平洋ポリネシアがロケ地となり、出演者は中国人系と現地のポリネシア人のしかも全員素人という異色の映画である。

## スタッフ
- 監督：F・W・ムルナウ
- 原作：ロバート・フラハティ
- 脚本：F・W・ムルナウ、ロバート・フラハティ
- 撮影：フロイド・クロスビー